# Hijsbalk

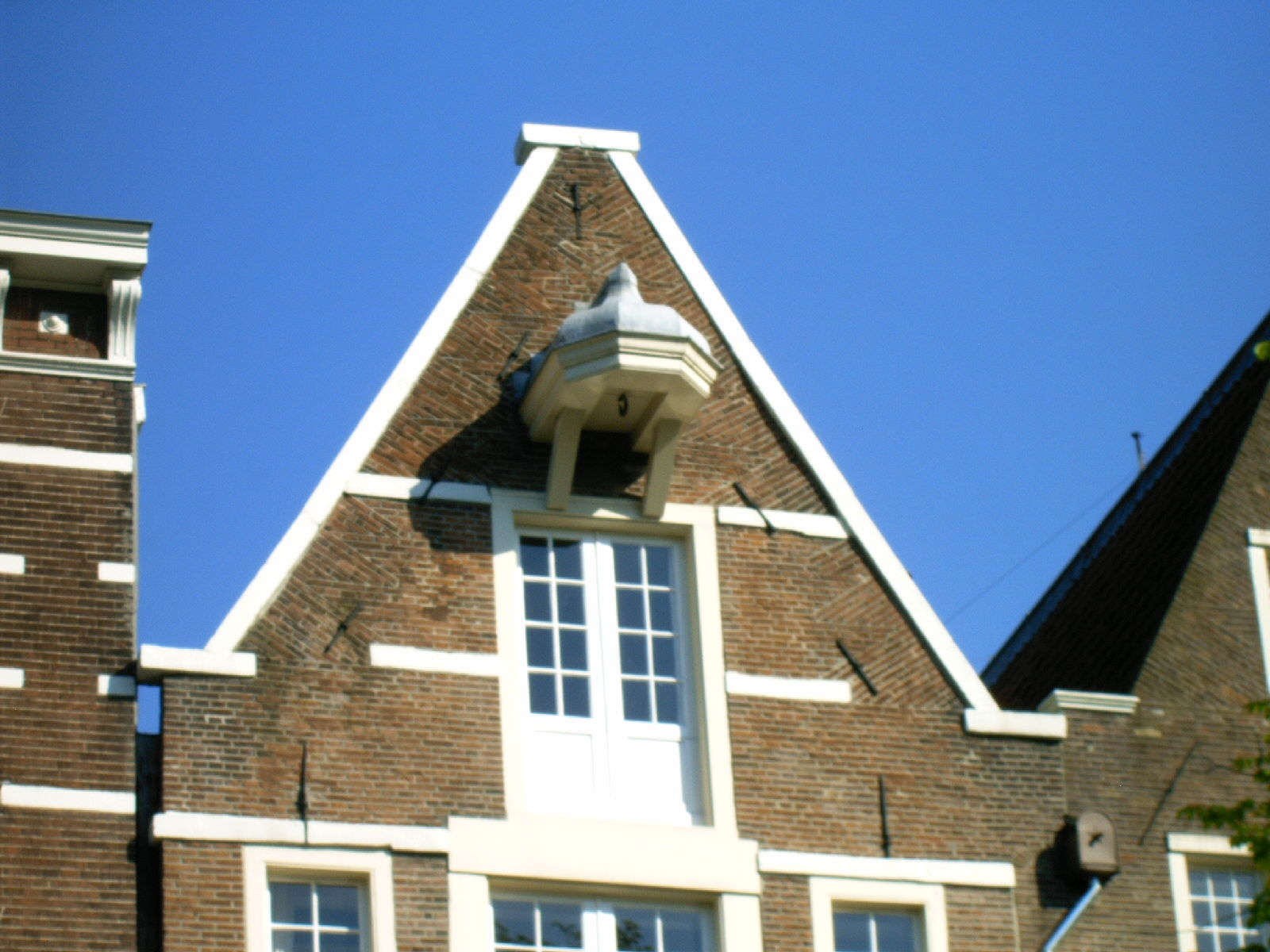
Een hijsbalk met trijshuis aan een gevel op de brouwersgracht Amsterdam

Een hijsbalk is een balk waaraan goederen omhoog of omlaag kunnen worden gehesen.
In sommige gevallen is het een balk die door de topgevel van een gebouw steekt en kan worden gebruikt voor het takelen van goederen door middel van een touw en een blok. 
In andere gevallen is het een balk in een liftmachinekamer om zware onderdelen te kunnen verwijderen en plaatsen.
De hijsbalk maar ook de techniek van het hijsen van goederen zelf is ontstaan uit de behoefte om handelsgoederen op te kunnen slaan op zolders. 
De hijsbalk wordt veel toegepast in pakhuizen aan het water in Amsterdam en ook bij woningen met smalle trappen. Amsterdam was in de 17e eeuw de belangrijkste Nederlandse stapelmarkt van de goederen en dus moesten heel veel goederen worden opgeslagen. In eerste instantie werden kelders en verdiepingen van woonhuizen ("pakzolders") gebruikt om goederen op te slaan. De meeste koopmanshuizen aan de grachten hebben één of twee pakzolders. Deze zijn nog te herkennen aan het grotere middenraam waar de hijsluiken hebben gezeten. Vaak is boven zo'n raam nog een hijsrol aanwezig, waarlangs tijdens het hijsen het touw werd geleid. Hijsbalken werden soms overkapt door een trijshuis.
De hijsbalk bij het woonhuis bleef bestaan, ook nadat het opslaan van handelsgoederen nog uitsluitend in pakhuizen plaatsvond. Bij woonhuizen wordt het takelen met touw en blok nog uitsluitend gedaan bij verhuizingen.